# Thorkild Roose
Thorkild Roose (født 8. oktober 1874 i Kolding, død 6. juni 1961 i Trørød), var en dansk skuespiller og teaterinstruktør.
Efter afsluttet skolegang i Kolding 1894 drog han til Antwerpen for at lære international handel, men begyndte snart efter at læse til skuespiller hos Emmanuel Larsen.

## Teaterskuespiller og instruktør
Roose debuterede som skuespiller på Aarhus Teater 25. oktober 1901 i rollen som Leander i farcen Julestuen. Han forlod teateret 1904 til fordel for et engagement ved Det Kongelige Teater, hvor han virkede frem til 1919. Han var direktør for Dagmarteatret 1919-1923, men vendte derefter tilbage til nationalscenen som skuespiller i 1922. Fra 1927-1950 var han endvidere lærer ved Det Kongelige Teaters elevskole. Han gav sin afskedsforestilling på Det Kongelige Teater på 50-årsdagen for sin scenedebut.

## Filmskuespiller
Roose debuterede som filmskuespiller i 1910, og medvirkede siden i nitten stumfilm og fem tonefilm. Herunder Vredens dag af Carl Th. Dreyer.